# Shimaki Akahiko

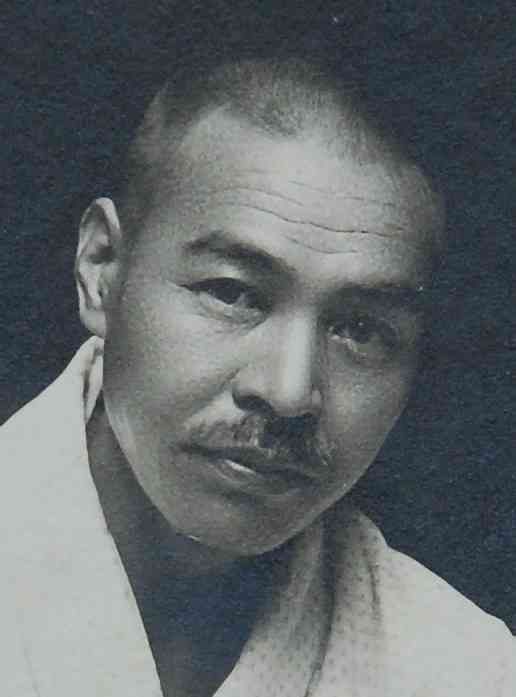
Shimaki Akahiko in Nagasaki

Shimaki Akahiko (japanisch 島木 赤彦, Name gelegentlich auch Shimagi; eigentlich Kubota Toshihiko; geboren 16. Dezember 1876 in Kami-Suwa, Kreis Suwa (heute Stadt Suwa), Präfektur Nagano; gestorben 27. März 1926) war ein japanischer Tanka-Poet und führendes Mitglied der Tanka-Poeten der Araragi-Richtung (アララギ派歌人 Araragi-ha kajin). Seine Künstlernamen waren u. a. Yamayuri (山百合 ‚Berglilie‘), Kaki no murabito (柿乃の村人, „Dorfbewohner Kaki“), Kaki-kage sanbō shujin (柿蔭山房主人, „Besitzer des Berghauses im Kaki-Schatten“).

## Leben und Wirken
Shimaki Akahiko wurde als vierter Sohn der Familie Tsukahara (塚原) geboren und von der Familie Kubota adoptiert. Er machte seinen Abschluss an der Pädagogischen Schule von Nagano (長野尋常師範学校 Nagano jinjō shihan gakkō). Schon früh mit Literatur vertraut, begann er während seiner Grundschulzeit, neuartige Gedichte und Tankas zu posten.
1903 begann Shimaki mit dem befreundeten Iwamoto Kigai (岩本 木外, 1872–1910) und anderen, das Magazin „Himuro“ (比牟呂) zu publizieren. 1904 wurde er Schüler von Itō Sachio. Seine neuen Gedichte sind in der Gedichtsammlung „Yamagami Kogami“ (山上湖上) – „Über den Bergen, über den Seen“ enthalten, die 1905 gemeinsam mit denen von Ōta Mizuho veröffentlicht wurde.
Als 1907 das Magazin „Araragi“ (アララギ) erschien, ging „Himuro“ darin auf. Seitdem war Akahiko als führender Dichter unter Itō tätig. 1913  veröffentlichte er eine erste Sammlung von Liedern unter dem Titel „Bareisho no hana“ (馬鈴薯の花) – „Kartoffelblüten“, die er zusammen mit  Nakamura Kenkichi verfasste. Danach verwendete er das Pseudonym „Shimaki Akahiko“.
1914 zog Shimaki nach Tokio und war für die Bearbeitung von „Araragi“ verantwortlich, während er Mädchen der privaten Schule „Shutoku Kōtō Gakkō“ (淑徳高等学校) unterrichtete und sich dem Tanka widmete. Zur Zeit des zweiten Gedichtbandes „Kirihi“ (切火) – „Feuer löschen“ im Jahr 1915 verfasste er viele lyrische Werke. Danach widmete er sich der Herausgabe von „Araragi“ und wurde de facto Führer der Stilrichtung, die sich durch ihren Realismus auszeichnete.
Shimaki, der sich als Pädagoge betätigte, hatte eine Überzeugungskraft, die die Macht des „Araragi“ stärkte und erweiterte, aber  auch eine Anti-Akahiko-Stimmung gefördert hat. Er befürwortete den „Shasei-dō“ (写生道) – den „Weg der Naturwiedergabe“ und predigte „Tanren-dō“ (鍛錬道) – den „Weg des Stählens“ im Gedichteschreiben.
Die Werke „Hiuo“ (氷魚) – „Weißfisch“ 1920, „Taikyo-shū“ (太虚集) – „Dicke Sammlung“ 1924 und zuletzt „Shiinshū“ (柿蔭集) 1926 verfasste Shimaki als schlichte Skizzen, wobei er ein Gefühl der Einsamkeit ausdrückte.
Shimaki erkrankte 1926, blieb aber bis zur letzten Stunde schreibend aktiv.